# El Veranito, Chihuahua
El Veranito är en ort i Mexiko.   Den ligger i kommunen Matamoros och delstaten Chihuahua, i den centrala delen av landet, 1 100 km nordväst om huvudstaden Mexico City. El Veranito ligger 1 728 meter över havet och antalet invånare är 486.
Terrängen runt El Veranito är platt åt sydost, men åt nordväst är den kuperad. Runt El Veranito är det mycket glesbefolkat, med 3 invånare per kvadratkilometer. Närmaste större samhälle är Hidalgo del Parral, 12,7 km norr om El Veranito. Omgivningarna runt El Veranito är i huvudsak ett öppet busklandskap.